# Bombyciella talpa
Bombyciella talpa är en fjärilsart som beskrevs av Max Wilhelm Karl Draudt 1950. Bombyciella talpa ingår i släktet Bombyciella och familjen nattflyn. Inga underarter finns listade i Catalogue of Life.